# Jože Dekleva (novinar)
Jože Dekleva - Pepi, slovenski športni novinar in pisec, * 3. februar 1930, Ljubljana, † januar 2018.
Dekleva je 55 let deloval kot novinar, poročal je z dvanajstih olimpijskih iger, od tega osmih zimskih, ter napisal več knjig, tudi Bele arene o Bojanu Križaju leta 1983 in V službi smučanja o obdobju Toneta Vogrinca leta 2002. Predvsem je pokrival alpsko smučanje, ki ga je spremljal od prve sezone leta 1968 naprej. Poročen je bil z nekdanjo smučarko Kristo Fanedl. Leta 1987 je prejel Bloudkovo plaketo za »novinarsko in publicistično dejavnost v športu, predvsem v alpskem smučanju«.